# David McCreery
David McCreery (Belfast, 16 settembre 1957) è un ex calciatore nordirlandese, di ruolo centrocampista.

## Palmarès

### Giocatore

#### Competizioni nazionali
- Second Division: 1

Manchester United: 1974-1975
- Coppa d'Inghilterra: 1

Manchester United: 1976-1997
- Community Shield: 1

Manchester United: 1977